# دارين ميرفي
دارين ميرفي (بالإنجليزية: Darren Murphy)‏ (28 يوليو 1985 بكورك في جمهورية أيرلندا - ) هو لاعب كرة قدم أيرلندي في مركز الوسط. لعب مع بورت فايل وستيفيناغ بوروه وماكليسفيلد تاون ونادي كورك سيتي وكوبه رامبلرز ‏ ونادي وكينغ ونادي ألدرشوت تاون.

## وصلات خارجية
- دارين ميرفي على موقع قاعدة بيانات كرة القدم.إي يو (الإنجليزية)
- دارين ميرفي على موقع Soccerbase.com (لاعب) (الإنجليزية)
- دارين ميرفي على موقع Soccerway.com (الإنجليزية)